# 잉카인터넷
잉카인터넷(INCA Internet)은 2000년 설립된 PC, 인터넷 보안 기업이다. 대표 소프트웨어로는 엔프로텍트가 있다.
지난 2018년도에는 엔드포인트 보안 전문 브랜드 타키온(TACHYON)을 런칭하였다.

## 논란
각종 공공기관과 금융 서비스 이용시 의무적으로 설치되는 잉카인터넷의 제품 엔프로텍트가 대한민국의 웹 호환성 문제를 악화시킨다는 비판이 있다.

## 해킹 사건
2009년 11월 루마니아의 한 해커가 잉카인터넷의 고객지원 웹사이트를 SQL 인젝션 취약점을 이용해 해킹하여 100만개 이상의 아이디 및 패스워드 내용이 유출되었다. 잉카인터넷에서는 해당 웹사이트에 신용카드 번호나 주민등록번호 등의 주요 정보는 저장되어 있지 않았고 웹사이트의 취약점은 곧 검사 및 해결되었으며, 해당 취약점은 잉카인터넷의 보안 제품과는 관련이 없는 것이었다고 밝혔다. 그러나 보안 업체의 웹사이트가 해킹을 당했다는 사실로 인해 논란이 일었고, 이에 방송통신위원회가 해당 사실을 조사하여, 조사 결과 108만명의 개인정보에 대한 내부관리계획의 미수립, 개인정보 관련 권한이 없는 내부 직원의 정보 접근, 회원 비밀번호의 일방향 암호화 저장 미실시, 만 14세 미만 아동의 개인정보 수집에 대한 법정대리인 동의 미수령 등이 밝혀졌다. 이에 방송통신위원회는 2010년 10월 20일, 5백만원의 과태료와 함께 개인정보 보호조치를 수립·시행하도록 하는 시정명령을 내렸다. 방송통신위원회의 처분에 대해 잉카인터넷은 취약점 발견 후 수정·보호조치를 적용하였고, 개인정보관리책임자와 전담 팀을 신설해 내부 감사도 시행하고 있으며, 권한이 없는 내부 직원의 개인정보 접근은 웹사이트 문제점을 파악하는 과정에서 접속한 것이라고 밝혔다.

## 같이 보기
- 엔프로텍트 게임가드